# Collie Smith
O’Neil Gordon „Collie“ Smith (* 5. Mai 1933 in Kingston, Jamaika; † 9. September 1959 in Stoke-on-Trent, Vereinigtes Königreich) war ein west-indischer Cricketspieler.

## Kindheit und Ausbildung
Smith kam mit Cricket im Alter von sieben Jahren in Kontakt. Er wurde mit neun Jahren Teil seines Schulteams, der St. Alban’s School, und drei Jahre später ihr Kapitän. Weiter spielte er während seiner Zeit am Kingston College.

## Zeit als Aktiver
Seinen ersten Einsatz für Jamaika hatte er 1955 als Australien die West Indies besuchte. Dabei erzielte er ein Innings über 169 Runs. Damit konnte er so beeindrucken, dass er im ersten Test der Tour sein Debüt absolvieren konnte. Dort konnte er im zweiten innings gegen die überragenden Bowler Australiens ein Test-Century über 104 Runs erzielen. Es sollte seine beste Leistung während der Tour bleiben. Im Februar 1956 spielte er eine Tour in Neuseeland. Im ersten Test gelang es ihm mit 64 Runs ein Half-Century zu erzielen und mit 3 Wickets für 42 Runs im zweiten Innings den Innings-Sieg zu festigen. Im zweiten Test konnte er abermals mit 4 Wickets für 75 Runs im zweiten Innings eine entscheidende Rolle beim Innings-Sieg spielen.
Seinen nächsten Einsatz hatte er bei der Tour in England 1957. Im ersten Test konnte er mit 161 Runs im ersten Innings ein Century erzielen und so das Remis sichern. Vergleichbares gelang ihm im dritten Test, als er mit einem Century über 168 Runs im zweiten Innings die Niederlage vermied. Die drei anderen Tests der Serie verloren die West Indies. Für diese Leistungen wurde er als einer der Wisden Cricketers of the Year ausgezeichnet. Im folgenden Winter gegen Pakistan. Dabei erzielte er jeweils im ersten (78 Runs), zweiten (51 Runs) und fünften (86 Runs) Test ein Half-Century.
In der Saison 1958/59 spielte er zunächst in Indien. Im ersten Test erzielte er mit 63 und 58 Runs in beiden Innings jeweils ein Half-Century. Im fünften Test erzielte er nicht mit 100 Runs ein Century, sondern mit 3 Wickets für 94 Runs und 5 Wickets für 90 Runs eine wichtige Bowling-Leistung. In der anschließenden Tour in Pakistan die die West Indies verloren hatte er eine schwächere Tour.

## Unfall und Tod
In der Saison 1959 spielte er in der Lancashire League in England. Nach einem Spiel am 6. September 1956 fuhr Smith zusammen mit Garfield Sobers und Tom Dewdney nach London um am nächsten Tag ein Charity-Spiel zu absolvieren. Um 4.45 Uhr kollidierte das Auto, das durch Sobers gesteuert wurde und als Smith sich ausruhend auf der Rückbank befand, frontal mit einem Viehtransporter. Zunächst schien Smith den Unfall überstanden zu haben, verlor jedoch kurz darauf das Bewusstsein. Drei Tage später verstarb er an Verletzungen am Rückenmark. Als einziger Spieler der es aus seinem Stadtteil Boys' Town in Kingston, der durch Gewalt und Korruption geprägt war und ist, in die das Team der West Indies geschafft hatte, war er ein lokaler Held. Bei seiner Beerdigung haben je nach berichten 30.000 bis 60.000 Menschen beigewohnt.